# Joseph Georges Boisson
Joseph Georges Boisson,  né le 1er juillet 1766 au Cap à Saint-Domingue et mort le 2 juillet 1812 à l'hôpital militaire des bains d'Acqui, est un homme politique français, député de la Convention. Il a assuré 2 mandats du 24 septembre 1793 au 26 octobre 1795, puis du 26 octobre 1795 au 26 décembre 1799.

## Biographie
Joseph Georges Boisson est un mulâtre.
Le 3 Vendémiaire an II (24 septembre 1793), il est nommé membre de la Convention nationale par la colonie de Saint-Domingue, à la suite d'un « vote unamine à la pluralité des voix ». Il est désigné pour représenter le département du Nord de la colonie française de Saint-Domingue à la Convention aux côtés de Jean-Baptiste Mills, Louis-Pierre Dufay et Jean-Baptiste Belley.
À son arrivée à Paris en juillet 1794, il est arrêté car soupçonné d'être un Girondin, avant d'être admis à la Convention.
Dans le cadre de son élection au Conseil des Cinq-Cents, le député Boisson déclare ne pas posséder de  propriété à Saint Domingue, et a perçu en France uniquement ses indemnités, n'a pas acheté d'immeuble, et ne possède aucun meubles autre que ceux  de sa chambre.

## Sources
- « Joseph Georges Boisson », dans Adolphe Robert et Gaston Cougny, Dictionnaire des parlementaires français, Edgar Bourloton, 1889-1891 [détail de l’édition]